# Emanuele Tenderini
Emanuele Tenderini (Venezia, 30 giugno 1977) è un fumettista italiano.
Tenderini è noto per aver partecipato alla creazione di Wondercity, una serie a fumetti prodotta per la Francia e pubblicata in numerose altre nazioni, tra cui l'Italia a cura dell'editore Free Books. Nel corso della sua carriera ha collaborato a molte altre serie a fumetti, sia per l'Italia che per l'estero.

## Biografia
Nato a Venezia nel 1977, Tenderini ha frequentato l'Istituto Commerciale Paolo Sarpi presso il quale si è diplomato ragioniere. Ha poi lavorato come grafico in una copisteria veneziana e in uno studio pubblicitario privato. In seguito si è spostato a Milano dove si è diplomato con il massimo dei voti presso la Scuola del Fumetto. Successivamente è tornato nella città natale dove ha iniziato la sua carriera da illustratore, collaborando con il gruppo thrash metal dei Merendine.
Nello stesso periodo ha collaborato con Alex Crippa nella realizzazione del fumetto 100 Anime, pubblicato dalla casa editrice francese Delcourt nel 2004. In Francia ha iniziato a riscuotere un rilevante successo, collaborando dal 2005 ad altre opere, Othon & Laiton e Wondercity, e pubblicando tra il 2006 e il 2007 due volumi di Oeil de Jade come disegnatore, editi da Les Humanoïdes Associés. Sempre per la Francia, ha collaborato successivamente ad altre opere, come: Prediction (2007-2008), Arcane Majeur, Wisher, La Porte d'Ishtar (2008), Dei e 1066 (2011).
In Italia le sue collaborazioni più di rilievo sono state per i numeri speciali di Dylan Dog nel 2007 e Dampyr nel 2008. Altre collaborazioni italiane sono state Vasco Comics (2007), Rumbler (2008) e The Odissey (2011).
Nel 2014 collabora con Linda Cavallini nella realizzazione del progetto Lumina, un graphic novel realizzato con una tecnica di colorazione digitale di loro invenzione definita Hyperflat, e finanziato attraverso un crowdfunding su Indiegogo nello stesso anno.

## Opere
- 100 anime - vol 1, 2, 3, Ed. Delcourt - Ed BD, 2004-2007.
- Othon & Laiton - vol 1, 2, Ed. Paquet, 2005.
- Wondercity - vol 0, 1, 2, 3, 4, 5, 6, Ed. Soleil - Ed Freebooks, 2005.
- Oeil de Jade - vol 1, 2, Ed. Les Humanoïdes Associés - Eura, 2006-2007.
- Gormiti, Ed. Giochi Preziosi, 2006-2011.
- Vasco Comics, - vol 1, 3, 4, Ed. Panini, 2007.
- Dylan Dog, nr 250, Ed. Sergio Bonelli, 2007.
- Dylan Dog Color Fest, - vol 1, 2, Ed. Sergio Bonelli, 2007-2008.
- Prediction, - vol 1, 2, Ed. Delcourt, 2007-2008.
- Arcane Majeur, - vol 5, Ed. Delcourt, 2008.
- Wisher, - vol 1, Ed. LeLombard, 2008.
- Rumbler, Ed. De Agostini, 2008.
- Dampyr, nr 100, Ed. Sergio Bonelli, 2008.
- The Odissey, Ed. Sperling&Kupfer, 2010.
- Dei, Ed. Ankama, 2011.
- 1066, Ed. Le Lombard - Comma 22, 2011.
- World of Lumina,Vol 1, Ed. Tatai Lab, 2015.

## Riconoscimenti
- 2009 - Premio Ayaaaak come miglior colorista del 2008, per Dylan Dog Color Fest vol 2 e Dampyr nr 100.[5]